# نوی‌اشتات (دوزه)
شهر نوی‌اشتات (به آلمانی: Neustadt) در ایالت برندنبورگ در کشور آلمان واقع شده‌است.